# Being Cyrus
Being Cyrus – indyjski thriller zrealizowany w języku angielskim 2006 roku przez debiutanta Homi Adajania. To pierwszy angielskojęzyczny film sławnego aktora bollywoodzkiego Saif Ali Khana. Ten psychologiczny dramat opowiada historię chorej duchowo rodziny Parsów splecioną z losem outsidera pozbawionego korzeni i tożsamości. To film o miłości, która przeradza się w zdradę siebie, o manipulowaniu ludźmi, o opuszczeniu w starości, o braku miłości, który owocuje zbrodnią. Jego akcja rozgrywa się w mrocznym klimacie, którego tłem jest Mumbaj.

## Fabuła
Rodzina Sethna to rodzina Parsów, której część żyje, w Mumbaju, część w zapuszczonej posiadłości w Panchgani. W Mumbaju mieszka Farokh Sethna (Boman Irani) ze swoją młodziutką żoną Tiną (Simone Singh) i ojcem Fardounjee (Honey Chhaya), który czuje się tak jakby rodzina czekała na jego śmierć. Poza miastem żyje brat Farokha Dinshaw (Naseeruddin Shah), rzeźbiarz, który więcej pasji poświęca haszyszowi niż swojej sztuce i jego sfrustrowana zaniedbująca dom żona Katy (Dimple Kapadia) spędzająca większość czasu na telefonicznych pogawędkach z kochankiem. Pewnego dnia w pustce ich domu pojawia się Cyrus Mistry (Saif Ali Khan), młody człowiek z tajemniczą przeszłością. Budzi on w Katy zainteresowanie Katy i nadzieję na zmianę w życiu.

## Obsada
- Saif Ali Khan: Cyrus Mistry
- Naseeruddin Shah: Dinshaw Sethna
- Dimple Kapadia: Katy Sethna
- Boman Irani: Farrokh Sethna
- Simone Singh: Tina Sethna
- Honey Chhaya: Fardounjee Sethna
- Manoj Pahwa: Inspektor Lovely

## Nagrody
- Star Screen Award Indian Film in English (2007)